# 西里村 (山形県)
西里村（にしざとむら）は、かつて山形県西村山郡にあった村。

## 沿革
- 1889年（明治22年）4月1日 - 町村制施行に伴い西村山郡西里村が村制施行し、西里村が発足。
- 1954年（昭和29年）10月1日 - 西村山郡谷地町、溝延村、北谷地村と合併し、河北町となり消滅。